# Longitarsus kutscherae
Longitarsus kutscherae is een keversoort uit de familie bladkevers (Chrysomelidae). De wetenschappelijke naam van de soort werd in 1872 gepubliceerd door Rye.